# Quốc kỳ của các vi quốc gia
Vi quốc gia là các thực thể rất nhỏ, tự xưng là các quốc gia độc lập có chủ quyền, nhưng không được công nhận bởi bất cứ quốc gia có chủ quyền hoặc tổ chức siêu quốc gia nào.
Bài viết này bao gồm quốc kỳ của các vi quốc gia có sự tồn tại xác minh được trong nhiều nguồn tham chiếu, đã được trích dẫn trong các bài viết Wikipedia được liên kết cho các thực thể đó.

## A

Đế quốc Aerica
Aeterna Lucina
Akhzivland
Nhà nước Độc lập Aramoana
Vương quốc Araucanía và Patagonia
Đế quốc Atlantium
Đế quốc Austenasia

## B

Tỉnh Bumbunga
Vương quốc Bắc Sudan
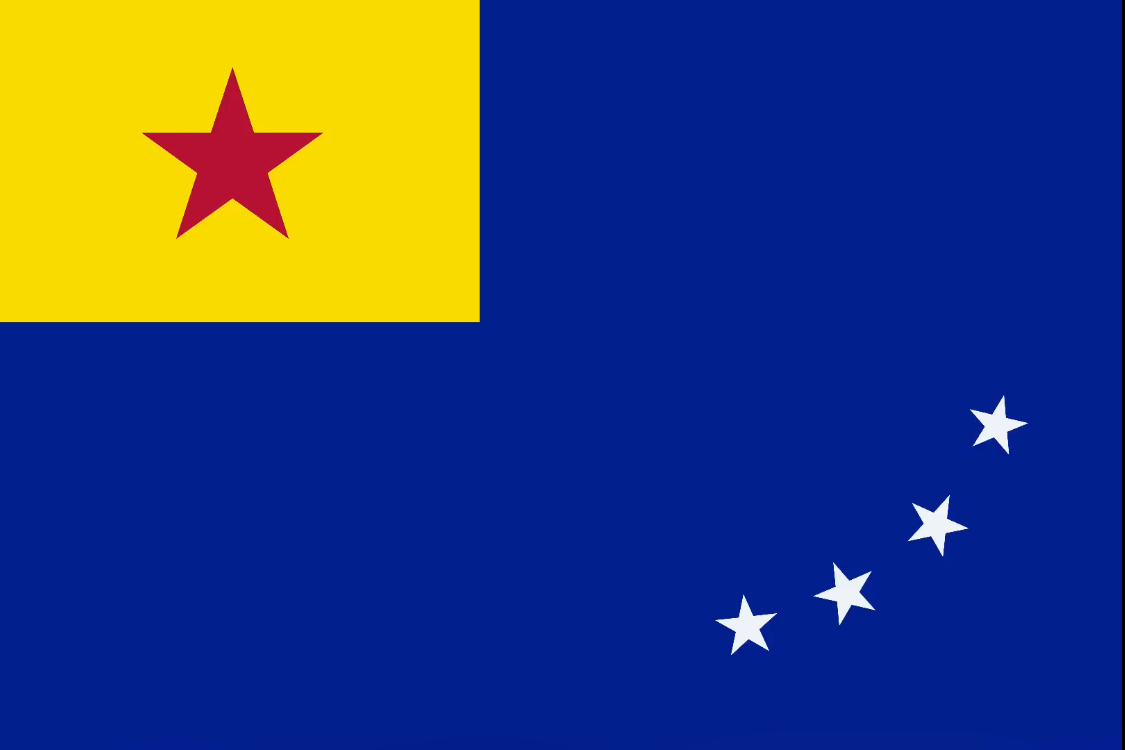
Quốc gia Bảo Đại

## C

Celestia
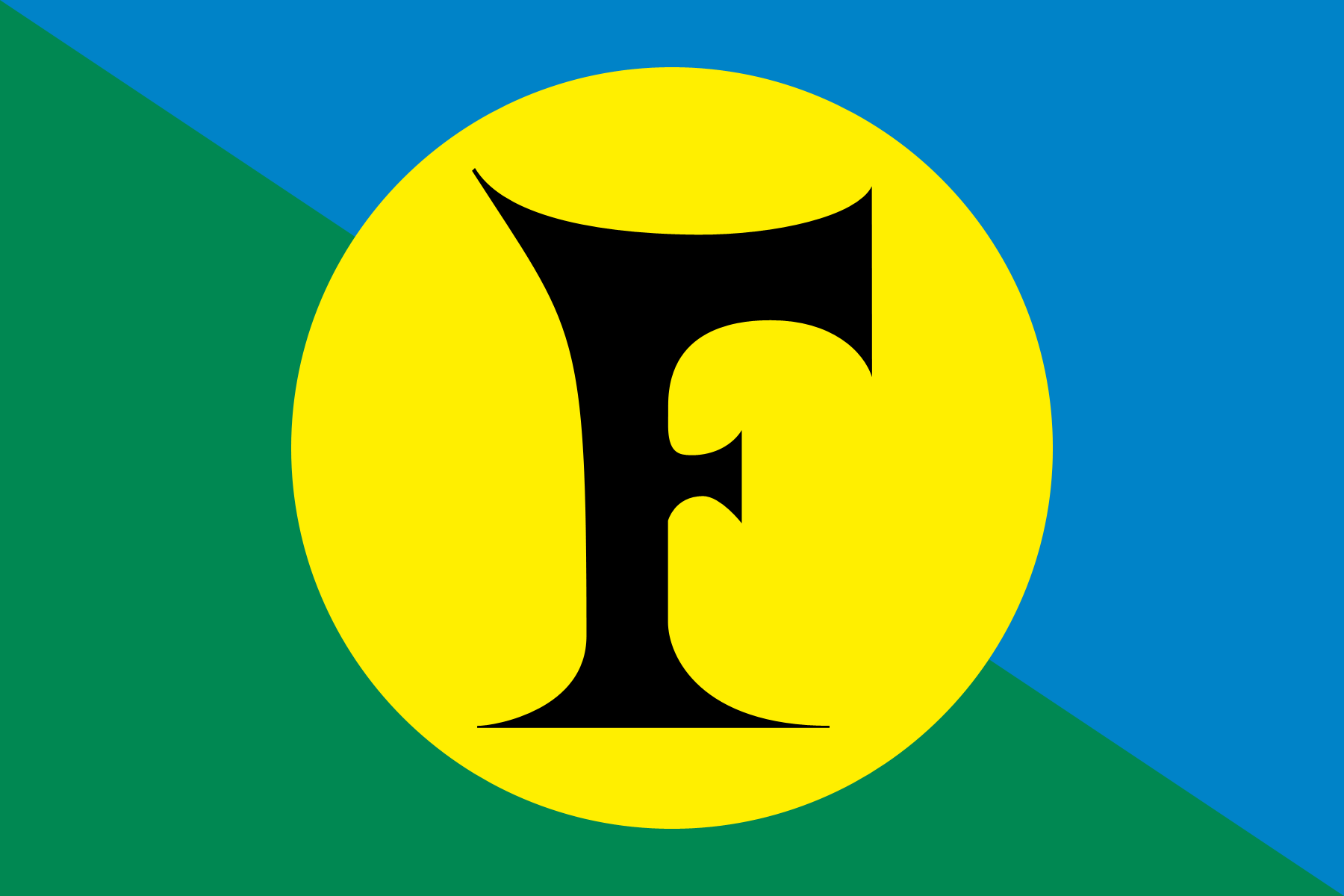
Basse Chesnaie
Christiania
Cộng hòa Conch

## Đ

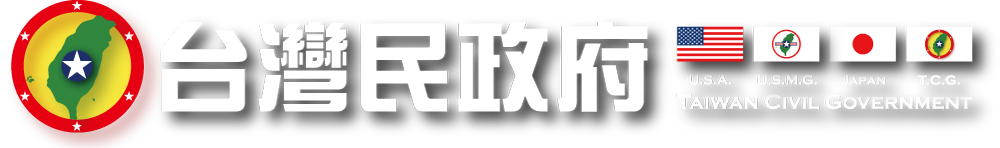
Chính phủ Dân Chủ Đài Loan
Vương quốc đồng tính nam và đồng tính nữ Quần đảo Biển San hô[1]

## E

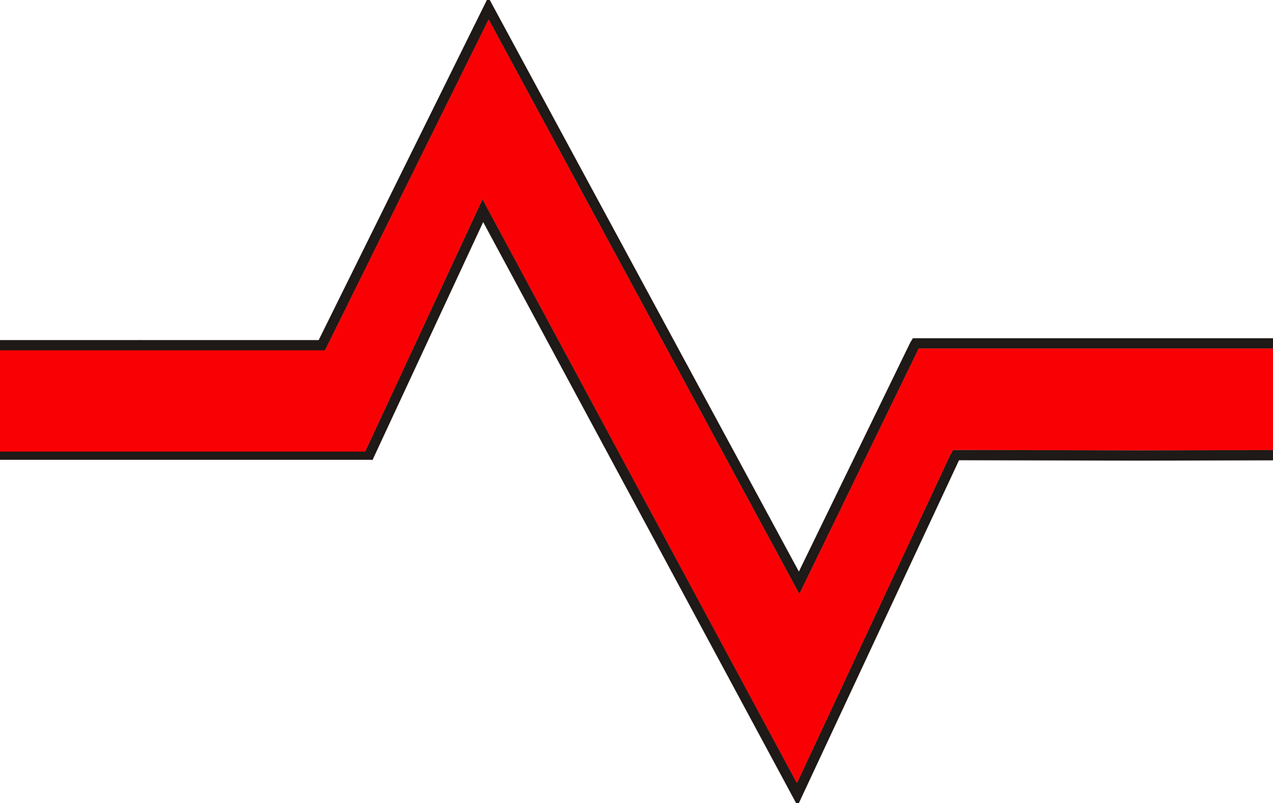
Elgaland-Vargaland
Vương quốc Elleore
Vương quốc EnenKio

## F

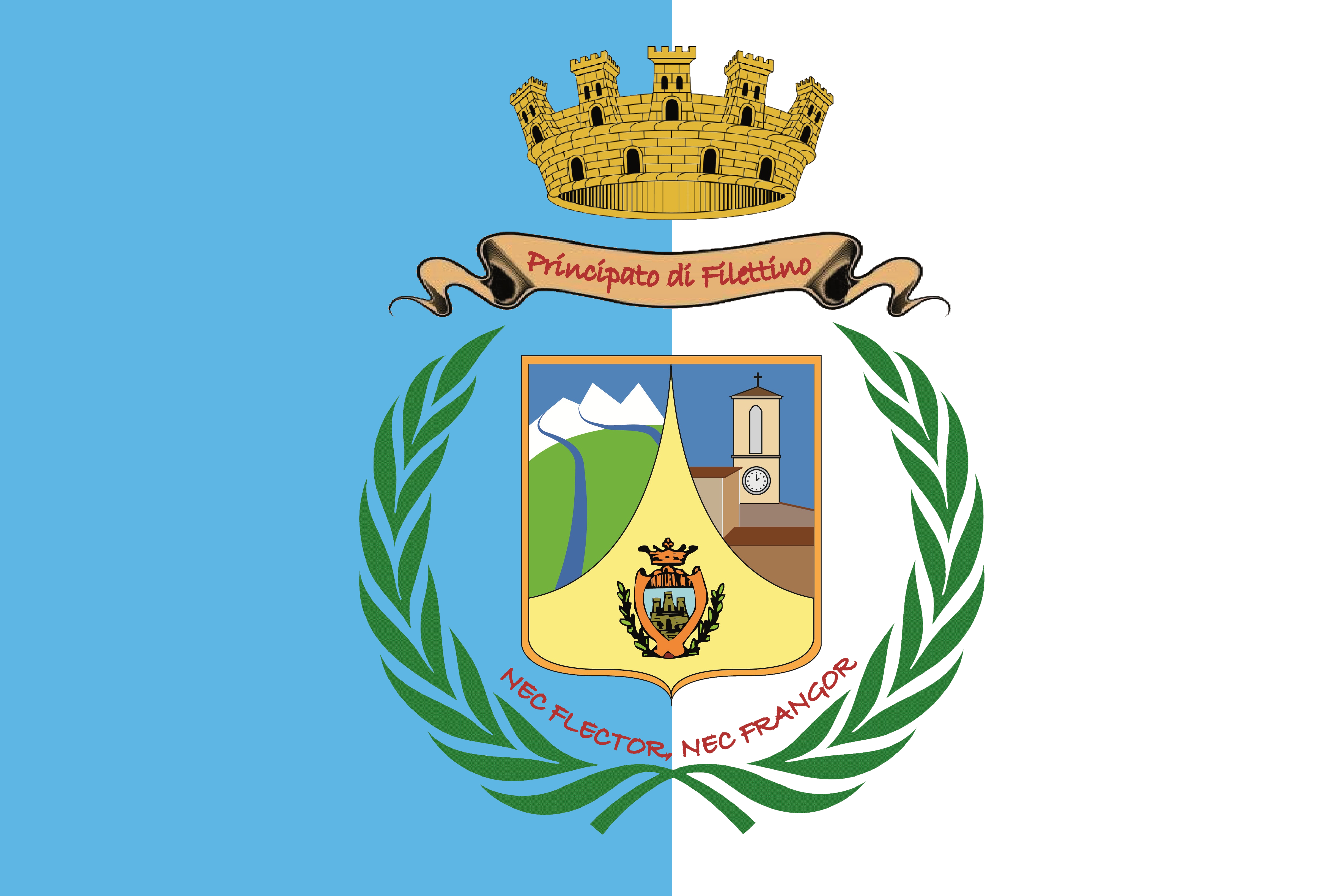
Filettino
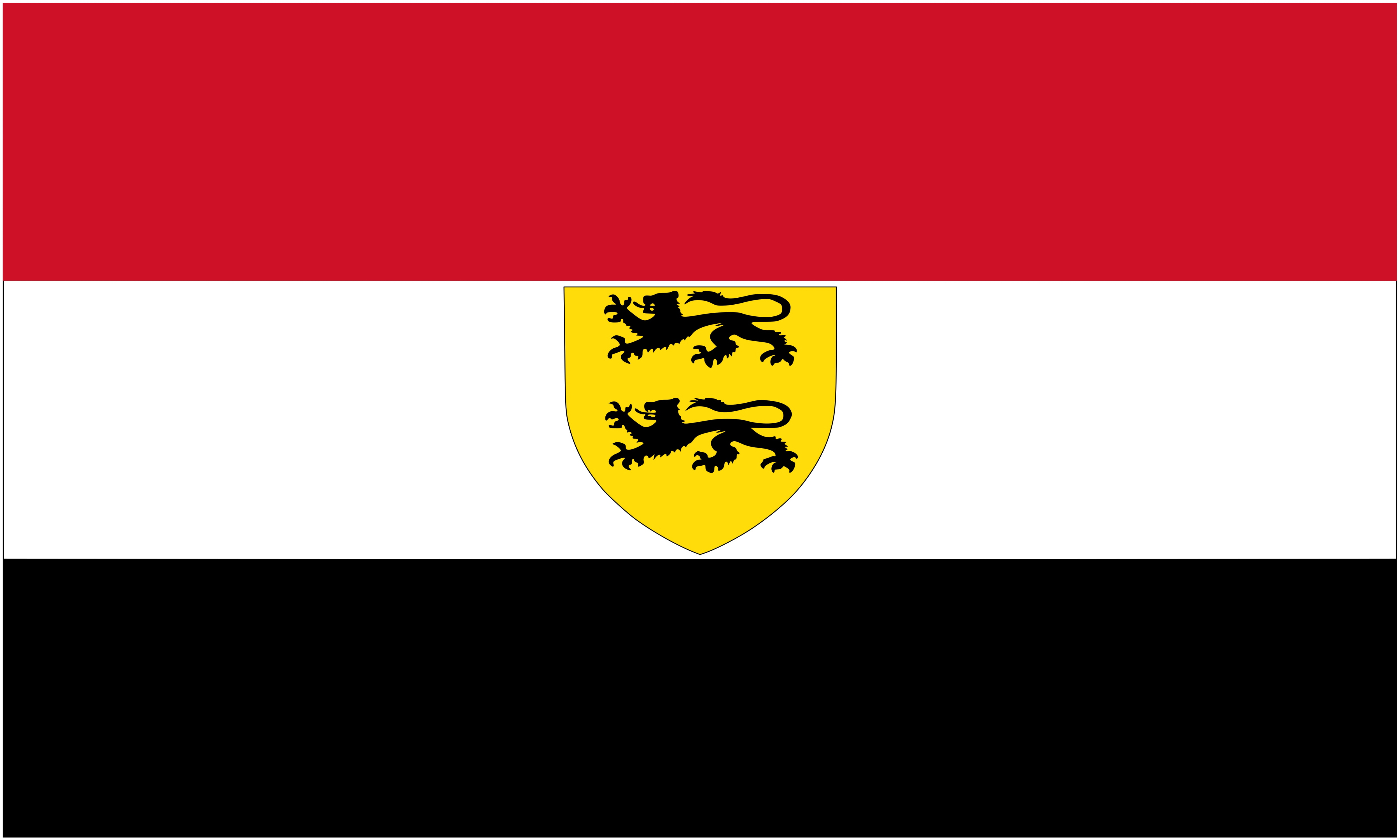
Đại công quốc Flandrensis
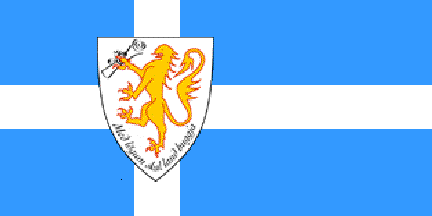
Nhà nước có chủ quyền Forvik
Cộng hòa Fredonia
Công quốc Freedonia
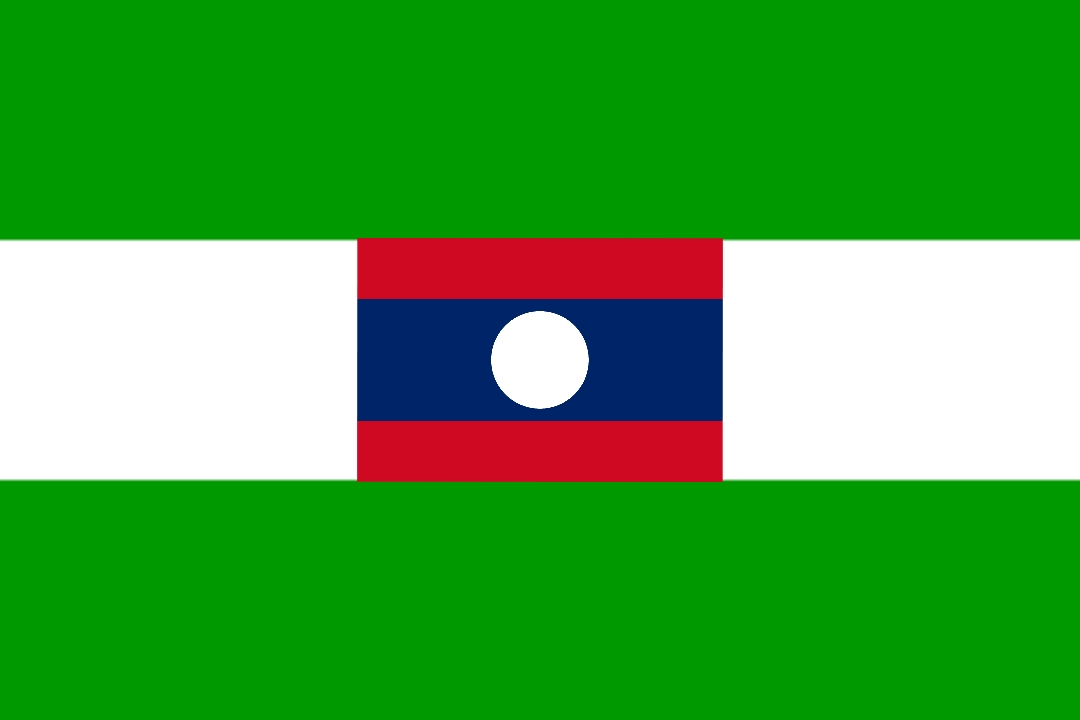
Cộng hòa Free Laos
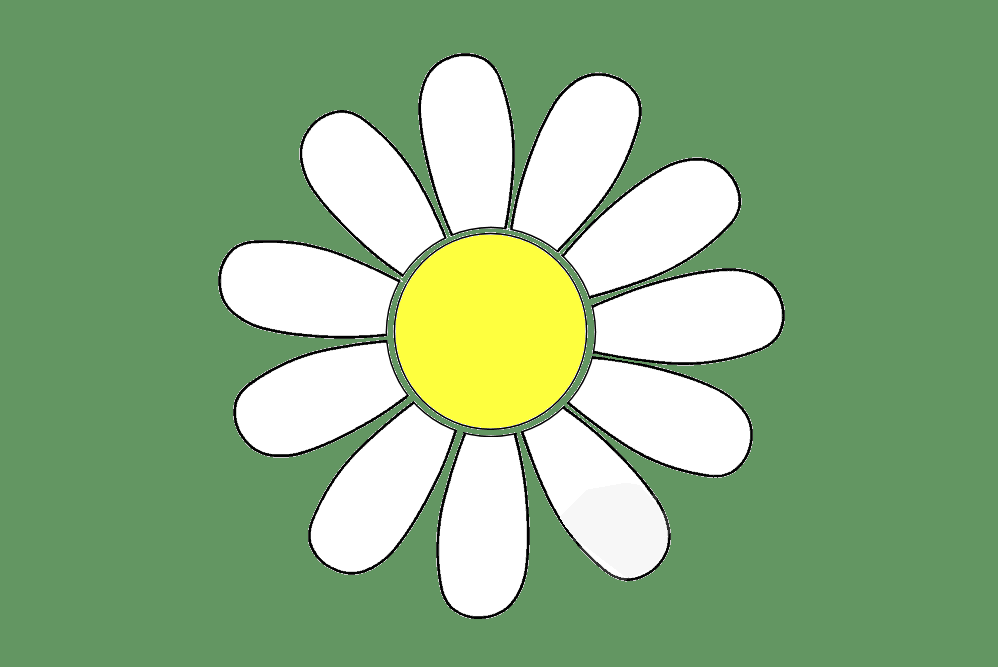
Frestonia

## G

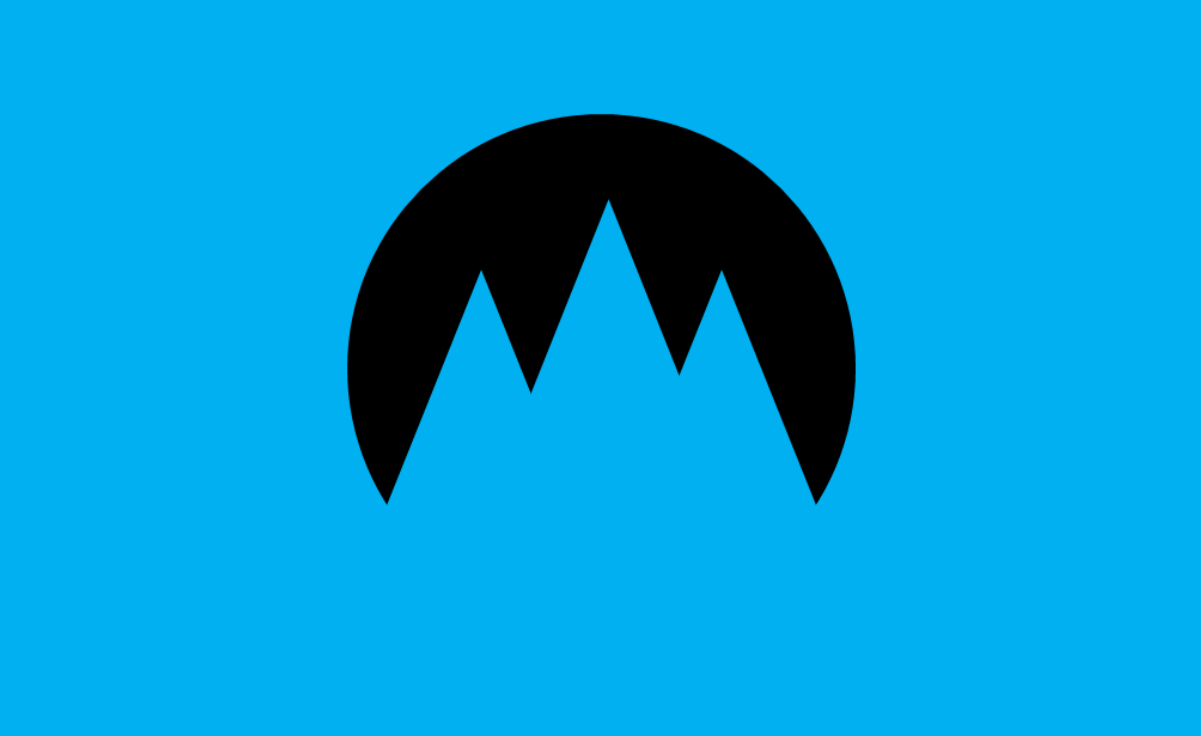
Cộng hòa Glacier

## H

Công quốc Hutt River

## I

Icaria

## J

Cộng hòa Jamtland

## K

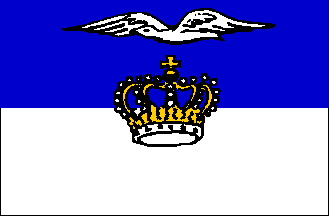
Cộng hòa Koneuwe

## L

Ladonia
Liberland
Vương quốc Lovely

## M

Công quốc Marlborough
Đế quốc Metagalaxy
Cộng hòa Minerva
Cộng hòa Molossia
Cộng hòa Morac-Songhrati-Meads
Hồi quốc M'Simbati
Cộng hòa Murrawarri

## N

Cộng hòa Naminara
Vương quốc Nhân Đạo
New Atlantis
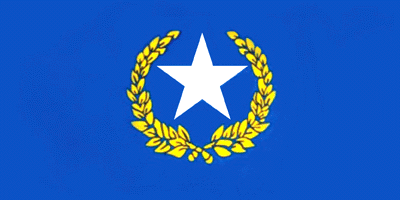
New Utopia
Nova Roma
Nutopia
Ngoại Baldonia
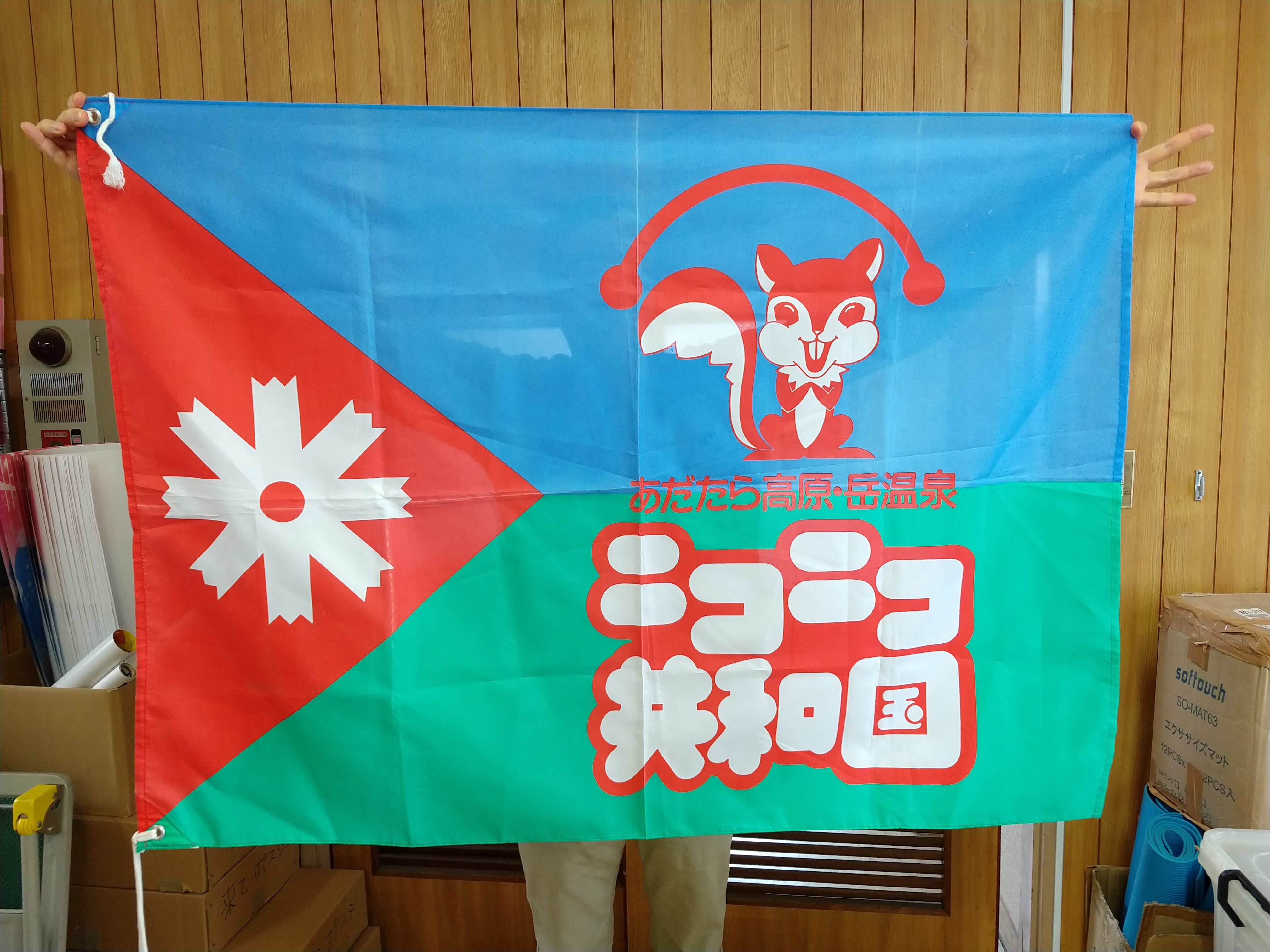
Nikoniko

## P

Parva Domus Magna Quies
Cộng hòa Perloja
Công quốc Pontinha[2]
Poyais

## Q

Đại công quốc Quần đảo Lagoan

## R

Vương quốc Redonda
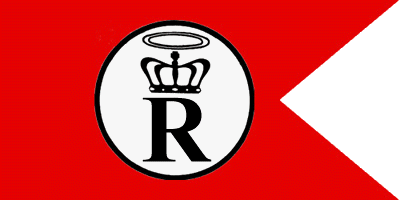
Đế quốc Thần thánh Reunion
Đế quốc Romanov
Cộng hòa Đảo Rose

## S,X

Cộng hòa Saugeais
Thân vương quốc Sealand
Thân vương quốc Seborga
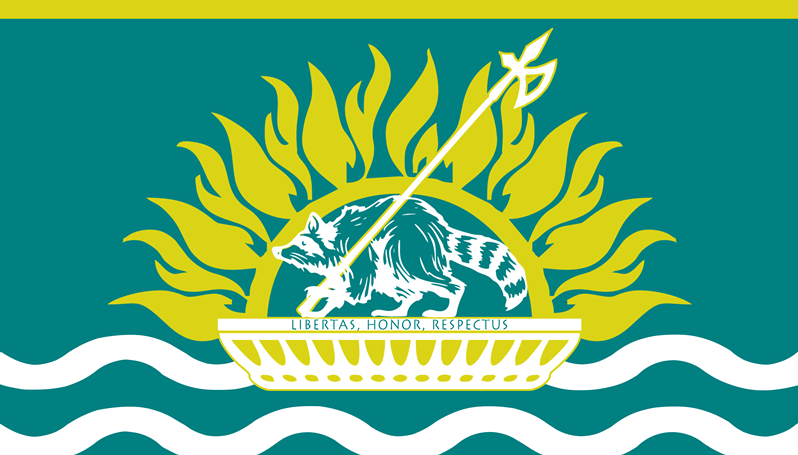
Cộng hòa Slowjamastan
Vương quốc Xơ Đăng

## T

Nước tự trị Tây Florida thuộc Anh
Vương quốc Thế giới khác
Vương quốc Talossa
Cộng hòa Talossa
Vương quốc Tavolara
Vương quốc Tiểu Thiên
Công quốc Trinidad

## U

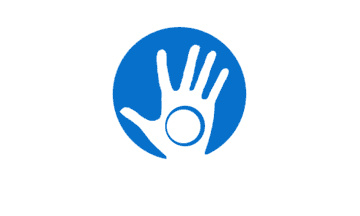
Cộng hòa Užupis

## V

Quốc kỳ cũ của Vương quốc Vikesland
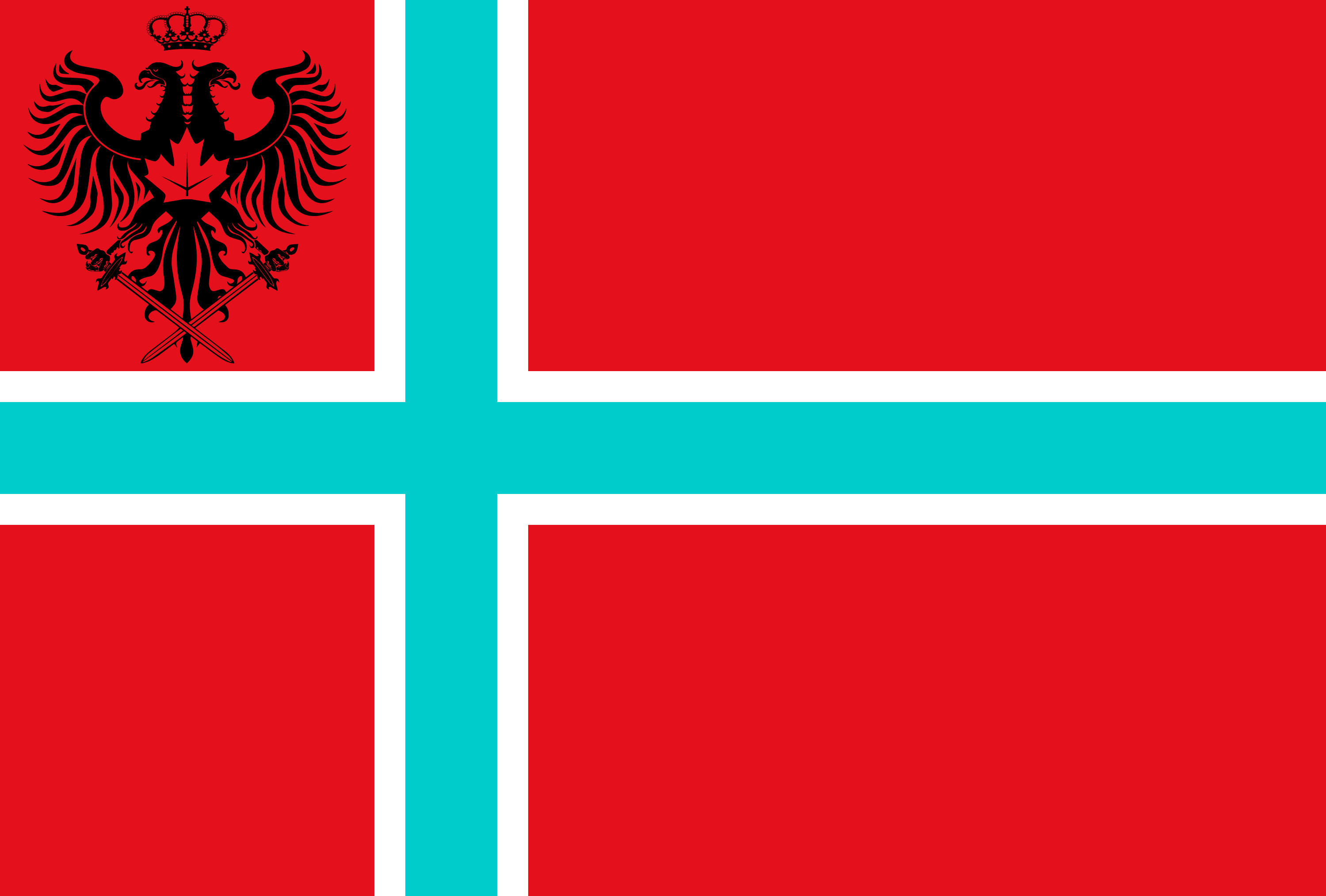
Quốc kỳ mới của Vương quốc Vikesland

## W

Vương quốc Wallachia
Waveland
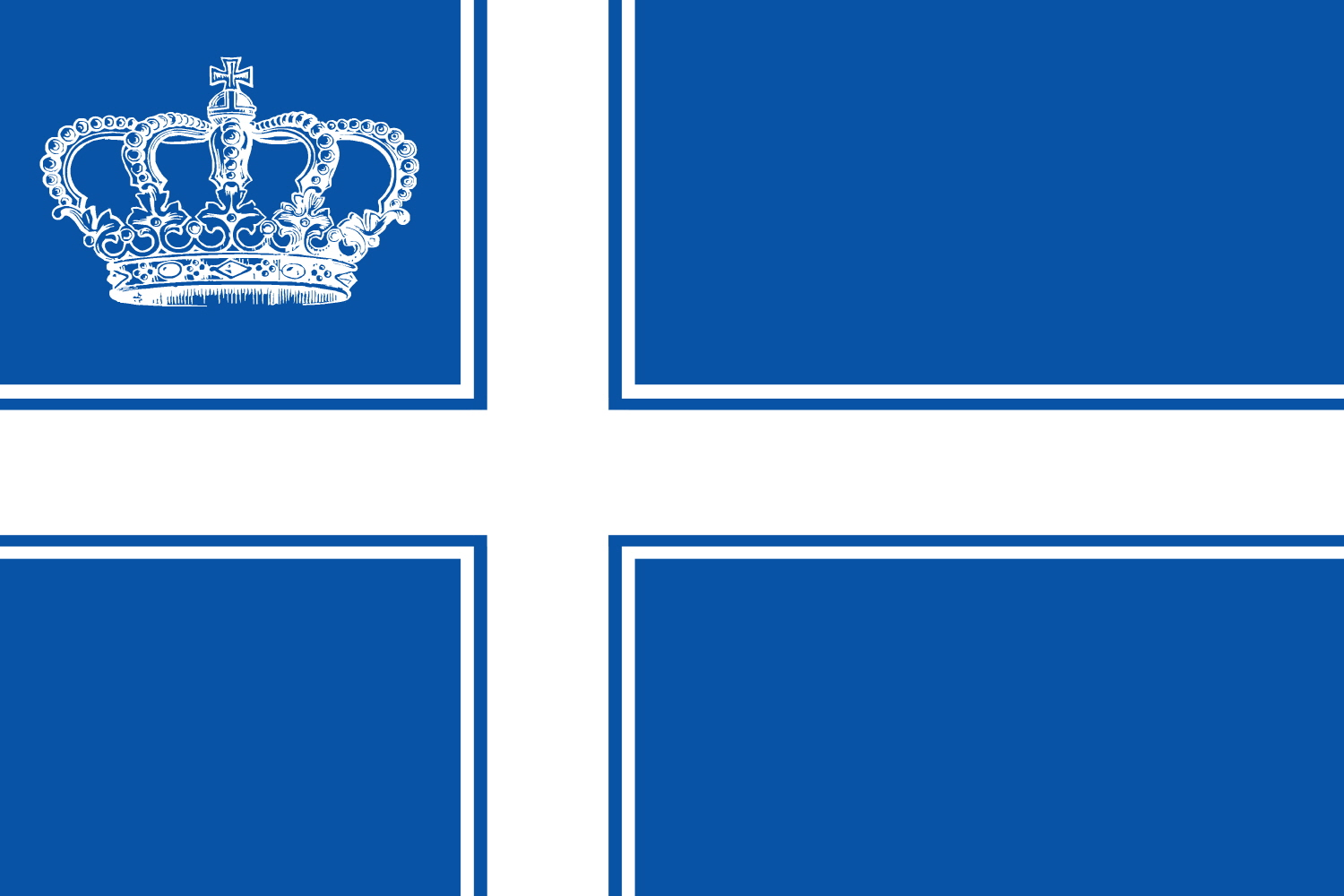
Westarctica
Wirtland
Công quốc Wy

## Z

Zaqistan